# Liste der Biografien/Bror
Liste der Biografien |
Portal Biografien |
Personensuche
# |
A |
B |
C |
D |
E |
F |
G |
H |
I |
J |
K |
L |
M |
N |
O |
P |
Q |
R |
S |
T |
U |
V |
W |
X |
Y |
Z |
?
 
Ba |
Be |
Bd |
Bg |
Bh |
Bi |
Bj |
Bl |
Bm |
Bn |
Bo |
Br |
Bs |
Bu |
Bw |
By |
Bz
 
Bra |
Brc |
Brd |
Bre |
Brg |
Bri |
Brj |
Brk |
Brl |
Brn |
Bro |
Brp–Brt |
Bru |
Brv |
Bry |
Brz
 
Broa |
Brob |
Broc |
Brod |
Broe |
Brof |
Brog |
Broh |
Broi |
Broj |
Brok |
Brol |
Brom |
Bron |
Broo |
Brop |
Broq |
Bror |
Bros |
Brot |
Brou |
Brov |
Brow |
Brox |
Broy |
Broz
Die Liste der Biografien führt alle Personen auf, die in der deutschsprachigen Wikipedia einen Artikel haben. Dieses ist eine Teilliste mit 14 Einträgen von Personen, deren Namen mit den Buchstaben „Bror“ beginnt.

## Bror

### Brorb
- Brørby, Severin (1932–2001), norwegischer Glaskünstler

### Brorh
- Brorhilker, Anne (* 1973), deutsche Juristin, OberstaatsanwältinAnne Brorhilker (* 1973)

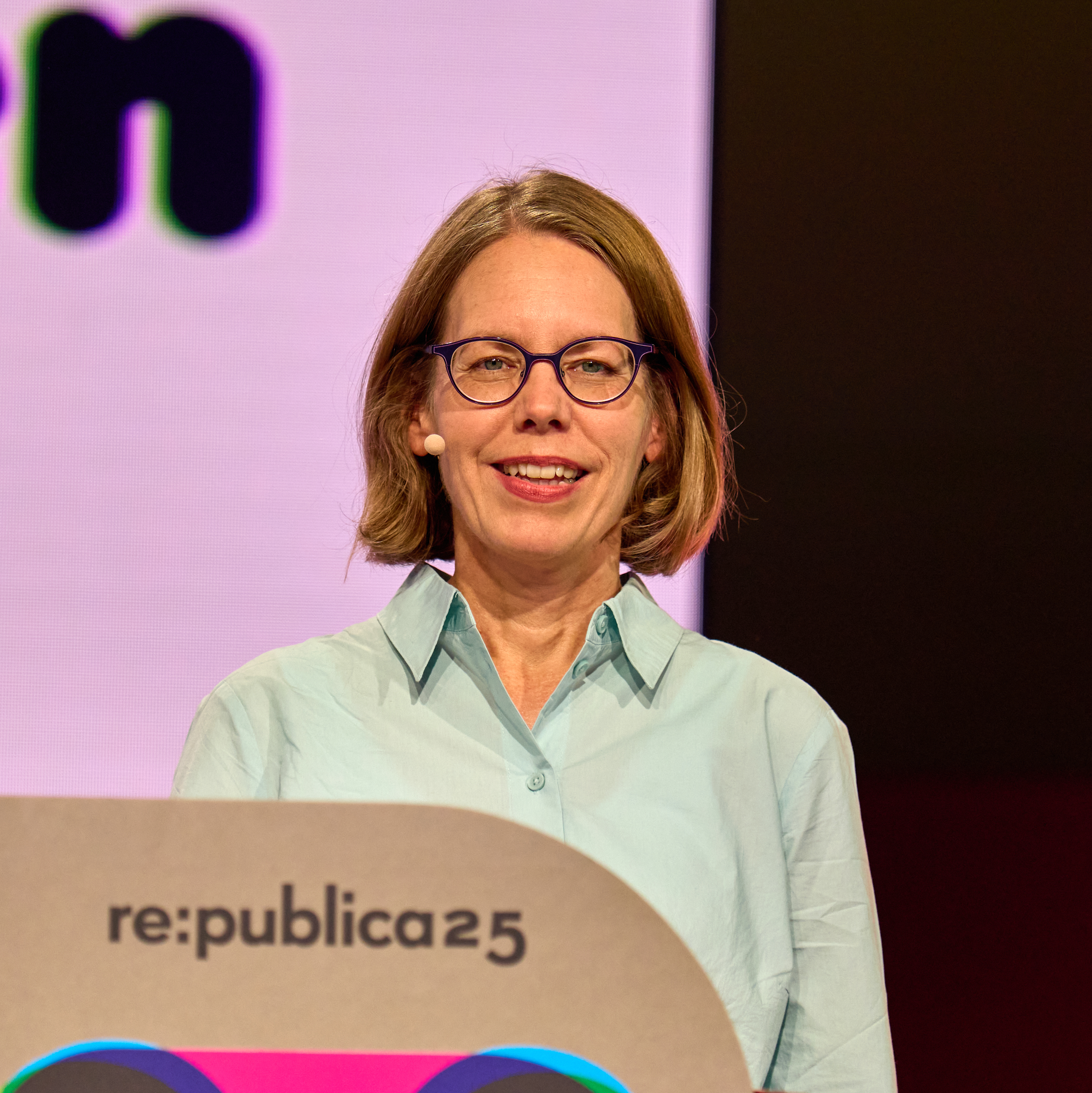
Anne Brorhilker (* 1973)

### Brori
- Bröring, Dieter (* 1963), deutscher Chirurg und Hochschullehrer
- Bröring, Hermann (* 1945), deutscher Verwaltungsbeamter und niedersächsischer Kommunalpolitiker
- Bröring, Kirsten (* 2000), niederländische Volleyball- und Beachvolleyballspielerin
- Bröring-Sprehe, Kristina (* 1986), deutsche Dressurreiterin

### Brors
- Brørs, Morten (* 1973), norwegischer Skilangläufer
- Brørs, Sigurd (* 1968), norwegischer Skilangläufer
- Brørs, Sturla (* 1965), norwegischer Skilangläufer
- Brorsen, Søren (1875–1961), dänischer Politiker
- Brorsen, Theodor (1819–1895), dänischer Astronom
- Brorson, Hans Adolph (1694–1764), dänischer Bischof und einer der größten Liederdichter Skandinaviens
- Brorson, Susanne (* 1979), deutsche Architektin
- Brorsson, Mona (* 1990), schwedische Biathletin